# スラヴ行進曲
スラヴ行進曲（ロシア語: Славянский Марш на народно Славянские темы、英：Slavonic March、仏：Marche slave）変ロ短調作品31は、ピョートル・チャイコフスキーが作曲した演奏会用行進曲。

## 概要
1876年6月、オスマン帝国軍によってセルビアのスラヴ人キリスト教徒が多数殺害された事件に際して多くのロシア人は殺害されたスラヴ人たちに同胞としての同情を感じ、セルビアへは義勇兵が援軍として赴いた。
チャイコフスキーの親しい友人であったニコライ・ルビンシテインは、チャイコフスキーにこの事件の犠牲者たちの追悼演奏会のための作品を依頼した。愛国心に駆られて、チャイコフスキーは「セルビア＝ロシア行進曲」（Serbo-Russian March）と題された作品をわずか5日間で作曲した。この作品は1876年11月5日（グレゴリオ暦では11月17日）、モスクワで初演された後に改稿され、現在のスラヴ行進曲の原型となった。
この作品には、3つのセルビア民謡のほか、帝政ロシア国歌『神よ、皇帝を護（まも）りたまえ』が引用されており、そのため、旧ソ連時代にはオリジナルでの演奏が禁止されていた。

## 楽器編成
ピッコロ2、フルート2、オーボエ2、クラリネット（変ロ調）2、ファゴット2、ホルン（ヘ調）4、コルネット（変ロ調）2、トランペット（変ロ調）2、テナートロンボーン2、バストロンボーン、チューバ、ティンパニ3（ヘ音、変イ音、変ロ音）、小太鼓、シンバル、大太鼓、銅鑼、弦楽合奏。

## 曲の流れ
葬送行進曲宜しく、セルビア民謡『太陽は明るく輝かず』の持つ哀調溢れる旋律がか弱く悲しげに奏でられるところから曲が始まる。中間部に入ると、同じくセルビア民謡の『懐かしいセルビアの戸口』からの快活なメロディ、続いて同じくセルビア民謡の『セルビア人は敵の銃を恐れない』からの勇壮なメロディが繰り出される。その後、曲の冒頭で登場した主題が情熱的に再現される。そして終盤に入ってからは帝政ロシア国歌『神よ、皇帝を護りたまえ』が力強く歌い上げられ、勝利を暗示するかのように、祝祭的な響きに包まれながら曲が締めくくられる。
演奏所要時間は、10～11分程度となっている。

## 初演の成功
1876年11月5日にモスクワでロシア音楽協会第1回交響楽演奏会で、ルビンシテインの指揮で初演された。これにはチャイコフスキーも出席し、「先週の土曜日、ここでセルビア・ロシア行進曲（後のスラヴ行進曲）が初めて演奏された。それは愛国的熱狂の完全な嵐を巻き起こした。」とチャイコフスキーは妹に書き送った。記念館の文庫の中にこの演奏会の感想が保存されており、それには「行進曲の演奏のあと、場内に起こった人々の叫び声は、とても筆には書けない。全聴衆は立ち上がり、ブラボーの叫びの中にウラー（万歳）の叫びがいりまじった。行進曲は再演され、再び嵐が巻き起こった。これは1876年の最も感動的瞬間のひとつであった。場内では多くの人々が泣いた。」と記されている。（一部中略）